# Hemitriecphora xanthospila
Hemitriecphora xanthospila är en insektsart som först beskrevs av Carl Stål 1866.  Hemitriecphora xanthospila ingår i släktet Hemitriecphora och familjen spottstritar. Inga underarter finns listade i Catalogue of Life.